# Régiment de Brie (1684-1762)
Pour les articles homonymes, voir Régiment de Brie (homonymie).
Le régiment de Brie est un régiment d’infanterie du royaume de France créé en 1684 et licencié en 1762.

## Création et différentes dénominations
- 18 septembre 1684 : création du régiment de Brie
- 22 juin 1726 : renommé régiment de La Marche
- 1er juin 1727 : renommé régiment de Brie
- 25 novembre 1762 : le régiment est licencié

## Colonels et mestres de camp
- 18 septembre 1684 : Armand de Béthune, marquis puis duc de Charost, brigadier le 30 mars 1693, maréchal de camp le 3 janvier 1696, lieutenant général le 23 décembre 1702, † 23 octobre 1747
- 19 juillet 1690 : Antoine Alexandre de Canouville, marquis de Raffetot, brigadier le 23 décembre 1702, maréchal de camp le 20 mars 1709, lieutenant général le 1er octobre 1718, † 9 mai 1739
- 20 mars 1709 : Louis Augustin de Canouville, marquis de Raffetot, fils du précédent
- 22 juin 1726 : Louis François de Bourbon, comte de La Marche puis prince de Conti, maréchal de camp le 15 juin 1734, commandant de l’armée d’Italie le 1er février 1744, † 2 août 1776
- 1er juin 1727 : Guillaume du Bellay de La Courbe, marquis du Bellay, brigadier le 1er août 1734, † 13 décembre 1752
- 6 mai 1739 : Emmanuel Armand de Vignerot du Plessis, comte d’Agenois et de Condomois puis duc d’Agenois et duc d’Aiguillon, déclaré brigadier le 1er août 1744 par brevet expédié le 2 mai, maréchal de camp le 1er janvier 1748, lieutenant général le 1er mai 1758, † 1er septembre 1788
- 1er janvier 1748 : Louis Denis Auguste, chevalier de Polignac, brigadier le 15 octobre 1758, † 1758
- 1759 : marquis de Coislin, ci-devant colonel des Grenadiers de France, brigadier le 25 juillet 1762

## Historique des garnisons, combats et batailles
- 18 septembre 1684 : formation du régiment de Brie avec des compagnies de Picardie
- 1687 : garnison de Calais
- 1688 : Palatinat
- 1689 - 1693 : Rhin
- 1694 - 1696 : Italie
- 1697 : Meuse
- 1700 : Rhin
- 14 octobre 1702 : Friedlingen
- Guerre de Succession d'Espagne

1703 : Brisach, Landau, Speyerbach (15 novembre)
- 1704 : Alpes
- 1705 : Nice
- 14 mai 1706 : Turin
- 1707 : défense de Toulon
- 1708 - 1713 : Rhin
- 1733 : Rhin
- 1734 : Philippsbourg (2 juin - 18 juillet)
- 1735 : Klausen
- 1742 : Bavière
- 1743 : défense d’Eggenfeld
- 1744 : Rhin, Rheinweiler. Alpes, Château-Dauphin où le colonel est très grièvement blessé
- 1745 - 1746 : défense d’Asti
- 4 mars 1746 : prisonnier de guerre
- juin 1747 : échangé, se rétablit à La Seyne
- 1747 - 1748 : Gênes
- En juillet 1756, pour faire face aux menaces ennemies (c'est-à-dire anglaises), deux cents hommes du régiment de Brie, sous les ordres du lieutenant-colonel de Vergon, débarquent dans l'île d'Ouessant et logent dans l'ancienne église paroissiale Saint-Paul, désaffectée pour le culte depuis 1754[1].
- 1756 - 1762 : côtes de Bretagne
- 11 septembre 1758 : combat de Saint-Cast où le colonel est tué

## Drapeaux
3 drapeaux, dont un blanc colonel et 2 d’ordonnance, « tous rouges, avec une bande jaune en travers dans les quarrez, & croix blanches ».

Drapeaux d’ordonnance
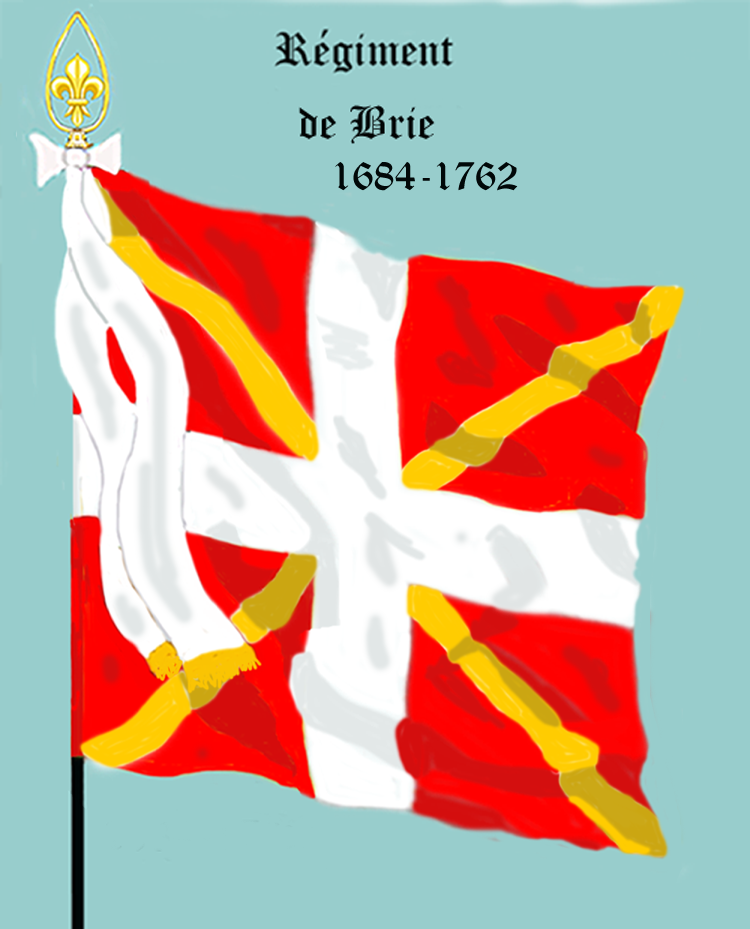
régiment de Brie de 1684 à 1762

## Habillement
Collet, parements et veste rouges ; petits boutons et galon jaune ; poches en long avec 9 boutons en pattes d'oie ; 3 boutons sur la manche.

Uniformes
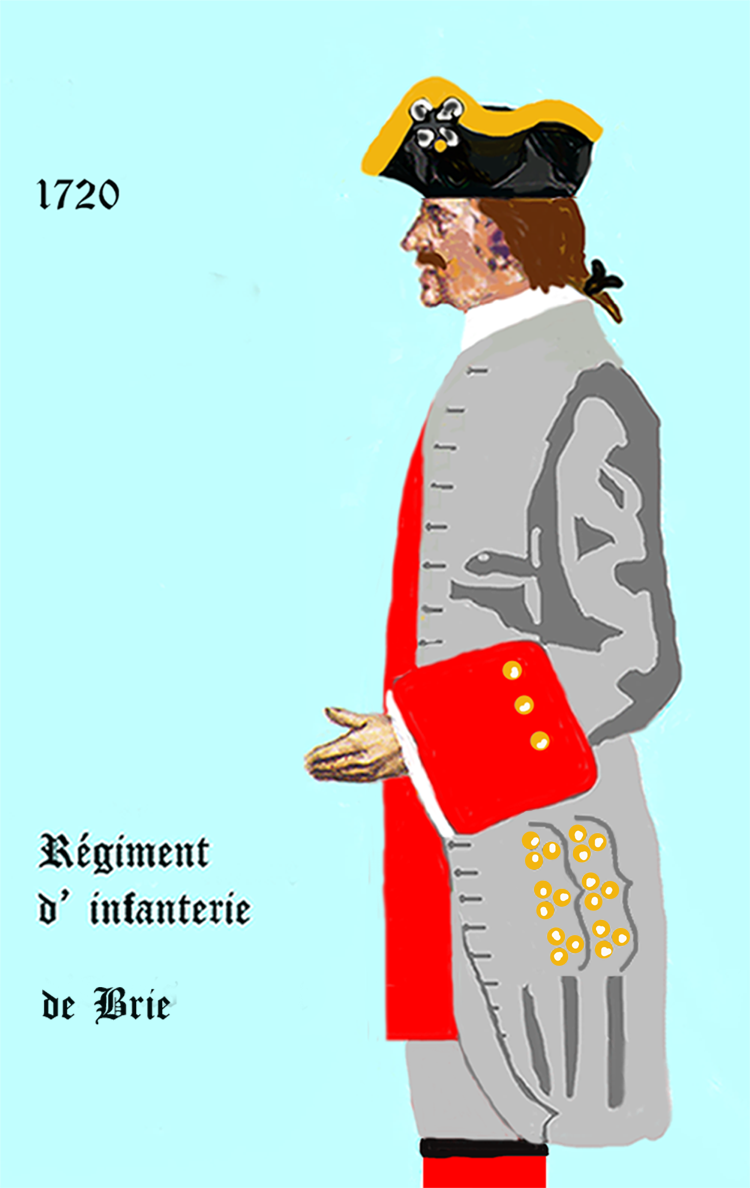
régiment de Brie de 1720 à 1734
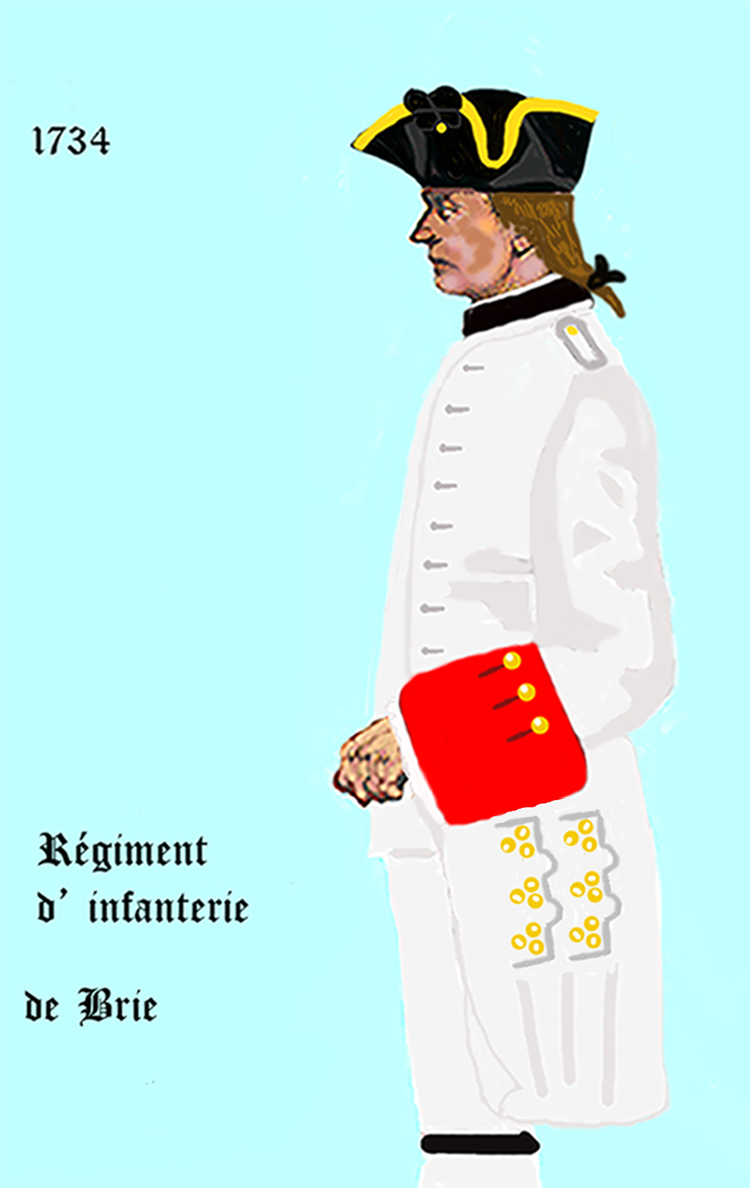
régiment de Brie de 1734 à 1762